# Polo (Illinois)
Polo – miasto w Stanach Zjednoczonych, w stanie Illinois, w hrabstwie Ogle.